# Catalaans vachtblauwtje
Het Catalaans vachtblauwtje (Polyommatus fulgens) is een vlinder uit de familie Lycaenidae. De wetenschappelijke naam is gepubliceerd in 1925 door De Sagarra.
De soort komt voor in Europa.
1. ↑  (en) Catalaans vachtblauwtje op de IUCN Red List of Threatened Species.